# Leu (Dolj)
Leu è un comune della Romania di 5 145 abitanti, ubicato nel distretto di Dolj, nella regione storica dell'Oltenia.
Il comune è formato dall'unione di 2 villaggi: Leu e Zănoaga.